# Дворцы Беларуси

Дворцы Беларуси — роскошные исторические здания, которые служили резиденциями для высших слоев общества в прошлом, а также являются историческими памятниками сейчас. Большинство дворцов были построены в XVII—XIX веках, когда страна была частью Российской империи или Речи Посполитой.
Дворцы Беларуси отличаются разнообразием архитектурных стилей, от ренессанса до классицизма и барокко. Большинство из них были построены с использованием местных материалов, таких как дерево и кирпич. Кроме того, многие дворцы имели красивые парки и сады, где можно было насладиться природой. Некоторые дворцы превращены в музеи, где можно увидеть различные экспонаты, связанные с историей и культурой страны.
Среди самых известных дворцов Беларуси можно назвать дворец Пусловских в городе Коссово, дворец Сапег в городе Ружаны, дворец Румянцевых-Паскевичей в городе Гомель и некоторые другие.

## Список дворцов

### Дворцы в хорошем состоянии
| Фото | Название                              | Расположение | Годы постройки   | Информация |
| ---- | ------------------------------------- | ------------ | ---------------- | --- |
|      | Архиерейский дворец                   | Могилёв      | 1772 — 1785      | Архиерейский дворец входил в ансамбль могилёвского Спасского монастыря (включая Спасо-Преображенский собор), вместе с которым и зданием духовной семинарии составлял единый градостроительный комплекс. До наших дней сохранился только архиерейский дворец.                                                                                            |
|      | Дворец «Баториевка»                   | Гродно       | XVII век         | Бывшая королевская резиденция. Во время Второй мировой войны здание снова было разрушено. После войны наиболее повреждённая часть бывшей королевской резиденции не восстанавливалась и была разобрана. |
|      | Дворец Бутримовича                    | Пинск        | 1784 — 1794      | Реставрация дворца была завершена в 2009 году и тогда же состоялось торжественное открытие Дворца бракосочетаний и филиала Музея Белорусского Полесья, которые разместились в нём. |
|      | Дворец Валицкого                      | Гродно       | XVIII век        | С 2004 года здания комплекса находятся под руководством Православной церкви, которая открыла здесь библиотеку и миссионерский отдел. Дворец отреставрирован и находится в хорошем состоянии. |
|      | Дворец Друцких-Любецких               | Щучин        | 1895 — 1913      | В XXI веке велись реставрационные работы, и в сентябре 2015 года в обновлённый дворец Друцких-Любецких был открыт для посетителей. |
|      | Дворец Максимовича                    | Гродно       | XIX век          | После войны во дворце размещён Исполком гродненского областного совета народных депутатов. В 2014 году в особняке открыт ресторан «Королевская охота». |
|      | Новый королевский дворец              | Гродно       | 1737 — 1752      | Новый королевский дворец, построенный в Гродно, напротив старого дворца, во время правления польского короля и великого князя литовского Августа III как летняя резиденция польских королей и великих князей литовских. |
|      | Дворец Потёмкина                      | Кричев       | 1778 — 1787      | В 1980-х годах начались работы по реставрации дворца, но из-за нехватки финансирования памятник был законсервирован почти на 20 лет. В 2003 году здание было включено в Государственный список историко-культурных ценностей. Реставрация была завершена в 2008 году, во дворец переместились: Кричевский районный краеведческий музей и ЗАГС.          |
|      | Дворец Пусловских (Коссовский дворец) | Коссово      | 1830 — 1838      | Специальная комиссия ЮНЕСКО признала дворец перспективным международным туристическим объектом. С 2008 по 2020 год в замке шла реставрация. |
|      | Дворец Румянцевых — Паскевичей        | Гомель       | 1785 — 1794      | Пострадавший во время Великой Отечественной войны дворец был восстановлен после победы и в нём разместились музей и Дворец пионеров. Во второй половине 1990-х годов он был полностью передан музею. В 1995 году было принято решение о проведении реставрационных работ, в результате которых были воссозданы интерьеры комнат дворца XVIII—XIX веков. |
|      | Святский дворец                       | Святск       | 1779 — 1810      | В 2017 году начались работы по восстановлению дворцово-паркового комплекса «Святск» под туристический объект. Первая очередь планируется к запуску уже во втором квартале 2023 года, полностью окончить строительно-реставрационные работы во дворце планируют в 2025 году.                                                                             |
|      | Дворец Тизенгауза                     | Поставы      | XVIII — XIX века | После Великой Отечественной войны в здании размещён один из корпусов районной больницы, находящийся там и поныне. С 2014 года в подвальных помещениях дворца находится музей. |
|      | Дворец Хрептовичей                    | Гродно       | 1742 — 1752      | С 2009 года в здании расположена экспозиция музея истории религии. |

### Дворцы в руинированном состоянии
| Фото | Название             | Расположение | Годы постройки | Информация |
| ---- | -------------------- | ------------ | -------------- | --- |
|      | Дворец Радзивиллов   | Полонечка    | XIX век        | Дворец значительно пострадал в период Великой Отечественной войны. Позднее в здании располагалась школа-интернат. В 1990-е годы у постройки провалилась крыша. Школе-интернату нашли другое здание, а дворец оказался в заброшенном состоянии. В конце 2020 года здание сошло с аукциона за 19 200 белорусских рублей. Новый собственник ставит задачу реставрации комплекса. |
|      | Ружанский дворец     | Ружаны       | 1784 — 1786    | Один из крупнейших дворцовых комплексов Беларуси XVIII—XIX вв., собственность и резиденция князей Сапег. К XX веку дворец был существенно разрушен. С 2008 года идет постепенная реставрация. Восстановлена въездная арка с флигелями, ограда и восточный корпус. |
|      | Дворец Четвертинских | Гродно       | XVIII век      | После Второй мировой войны в бывшем дворце размещена военная комендатура, которая выехала из здания в 2000-х годах. С тех пор дворец находится в полузаброшенном состоянии. |

### Утраченные дворцы
| Фото | Название            | Расположение | Годы постройки   | Информация |
| ---- | ------------------- | ------------ | ---------------- | --- |
|      | Дворец в Августово  | Гродно       | XVIII            | Дворец был построен графом Антонием Тизенгаузом для короля Станислава Августа Понятовского. Дворец пострадал в период I Мировой войны и позднее, согласно краеведческим исследованиям, был восстановлен. Однако в 60-х годах XX века особняка уже не было. |
|      | Замок королевы Боны | Рогачёв      | XVI век          | Дворец, который существовал во 2-й половине XVI — 1-й половине XX вв. В ХІХ в. использовался как провиантский склад. Утрачен во время Великой Отечественной войны.                                                                                         |
|      | Дворец Огинских     | Гродно       | конец XVIII века | Дворец утрачен во время Великой Отечественной войны. |
|      | Дворец Тизенгауза   | Гродно       | XVIII век        | Дворец сгорел в период Первой мировой войны. |